# Werner Gerth
Werner Gerth (Pforzheim, 20 de maio de 1923 — Bitterfeld, 2 de novembro de 1944) foi um piloto de caça alemão da Luftwaffe e recebeu a Cruz de Cavaleiro da Cruz de Ferro durante a Segunda Guerra Mundial. Gerth foi creditado com 27 vitórias aéreas, todas as suas vitórias foram registradas na Frente Ocidental, incluindo 22 bombardeiros quadrimotores. Ele próprio foi abatido doze vezes.

## Condecorações
- Cruz de Ferro (1939)
  - 2ª classe
  - 1ª classe
- Cruz Germânica em Ouro (1 de janeiro de 1945, postumamente)
- Cruz de Cavaleiro da Cruz de Ferro (29 de outubro de 1944) como Oberleutnant no JG 3[2]